# 三溪口站
三溪口站是位于重庆市北碚区蔡家岗街道的一个铁路车站，有渭井线（原遂渝铁路渭沱-井口段）及蔡歌联络线经过该站，邮政编码400700。车站由成都局集团重庆北车务段管辖，不办理客货运业务的是四等站，并驻有重庆工电段北碚工电车间蔡家巡养工队。
车站作为遂渝铁路的中间站建于2005年，当时车站名称为蔡家站。当时铁道部选定该站及上下行共长13.16公里的区间无砟轨道为实验区段，为当时中国铁路内的首个无砟轨道区间。实验区间于2006年完工，2007年1月长白山号电动车组在该区间跑出了235公里的时速，标志着中国铁路无砟轨道实验的重大突破。作为襄渝铁路二线重庆枢纽段的附属工程，2009年6月9日本站建成至襄渝铁路磨心坡站的联络线；2010年8月30日，本站经歌乐山至老重庆东站（上桥）的联络线开通。
2015年重庆北站北广场及兰渝铁路渭沱-重庆北区间（后该区间被编入宁蓉线）通车，成遂渝动车在该区间改走新线，原遂渝铁路渭沱-井口段亦更名为渭井线。
2022年3月20日，本站更名为三溪口站。